# (100139) 1993 TS
(100139) 1993 TS es un asteroide perteneciente al cinturón de asteroides, descubierto el 11 de octubre de 1993 por Kin Endate y el también astrónomo Kazuro Watanabe desde el Observatorio de Kitami, Hokkaidō, Japón.